# Ајтос (Грчка)
Ајтос (грч. Αετός, Аетос) је насеље у Грчкој у општини Суровичево, периферија Западна Македонија. Према попису из 2021. било је 688 становника.
Македонски историчар Тодор Симовски, 1998. године наводи да је Ајтос словенско насеље.

## Становништво
| Година       | 1951  | 1961  | 1971 | 1981 | 1991 | 2001 | 2011 |
| ------------ | ----- | ----- | ---- | ---- | ---- | ---- | ---- |
| Становништво | 1.056 | 1.016 | 823  | 860  | 819  | 857  | 759  |